# Apamea temera
Apamea temera là một loài bướm đêm trong họ Noctuidae.